# Crocidura stenocephala
Crocidura stenocephala es una especie de musaraña de la familia de los soricidae.

## Distribución geográfica
Se encuentra en la República Democrática del Congo y Uganda.